# Glaucocharis rhamphella
Glaucocharis rhamphella là một loài bướm đêm trong họ Crambidae.